# 高立忠
高立忠（1916年—1978年），男，河南新县人，中华人民共和国军事人物，中国人民解放军少将，曾任海军第三研究院副院长。